# Richard Steiff
Richard Steiff (* 7. Februar 1877 in Giengen an der Brenz; † 30. März 1939 in Jackson, Michigan) war ein deutscher Erfinder und Geschäftsmann. Er war der Neffe der berühmten Spielwarenherstellerin Margarete Steiff.

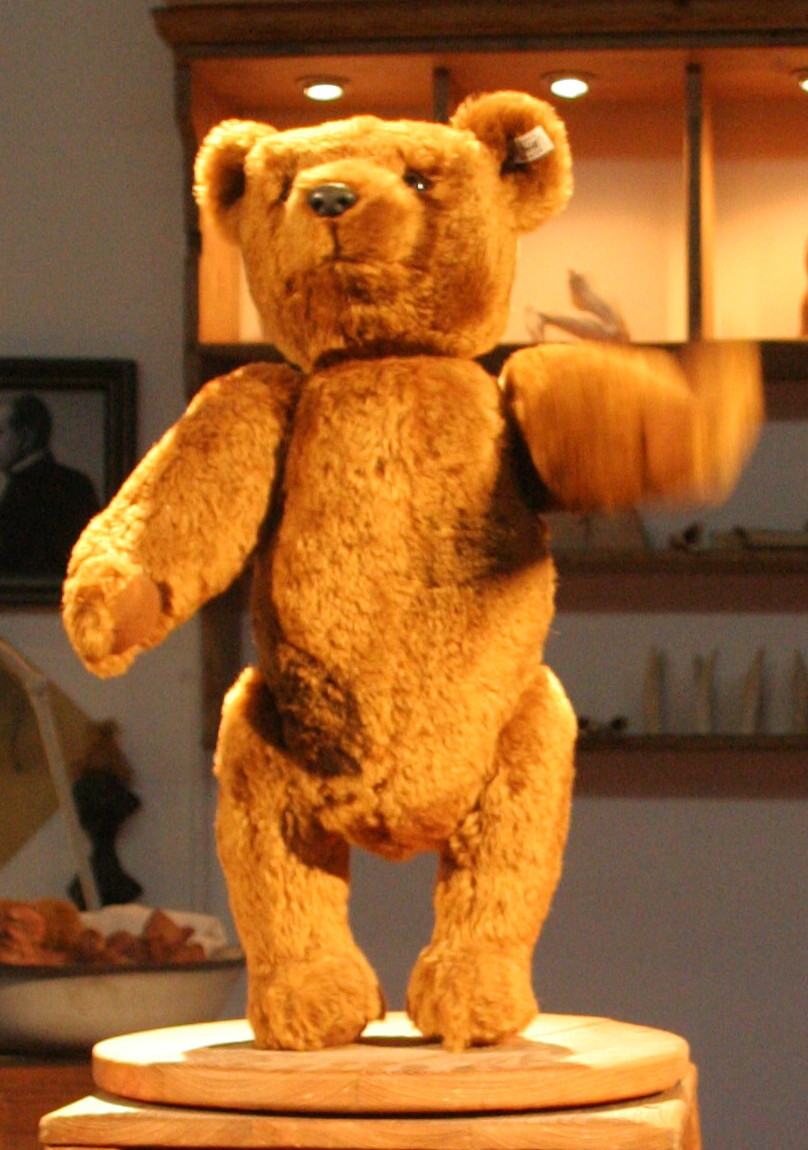
Nachbildung des 55 PB im Steiff Museum Giengen

Er trat im Jahr 1897 in den Betrieb der Tante ein. Steiff gilt als der Erfinder des Teddybären, dessen Prototyp mit der Bezeichnung 55 PB wesentlich zum großen Erfolg des Unternehmens Steiff beitrug. Er besuchte die Kunstgewerbeschule in Stuttgart, dort führte ihn sein Weg auch immer wieder in den damaligen „Nill’schen Tiergarten“, wo er meist vor dem Bärengehege saß und zeichnete. Die Bärenskizzen waren auch Grundlage für den 1902 entwickelten Steiff-Bären 55 PB (55 cm groß, P=Plüsch, B=beweglich). Auf der Spielwarenmesse 1903 in Leipzig fand der Bär zunächst kaum Beachtung, erst kurz vor Messeschluss kaufte ein Amerikaner den ganzen Posten von 100 Bären und bestellte weitere 3.000 Exemplare, womit der Siegeszug begann. Schon 1904 auf der Louisiana Purchase Exposition, der Weltausstellung in St. Louis, verkaufte man 12.000 Bären. Dafür erhielten Margarete und Richard Steiff dann auch die Goldmedaille, die höchstmögliche Auszeichnung der Veranstaltung.

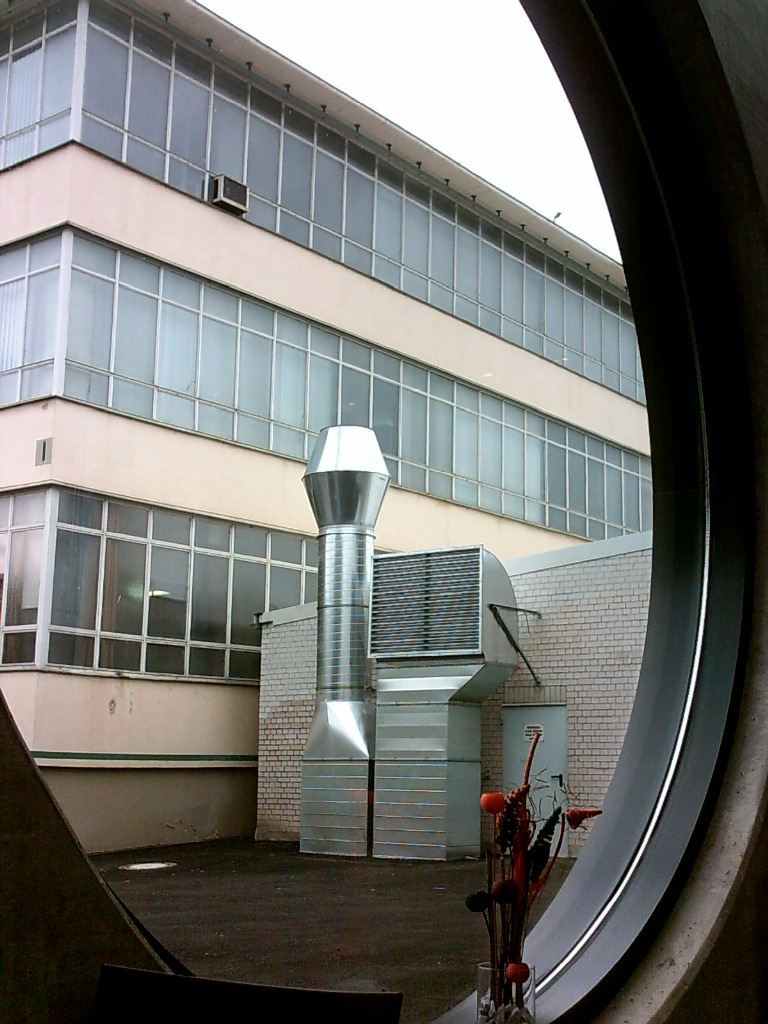
Glas-Fabrikhalle von 1903

Daneben zeichnete Richard Steiff auch für andere Meilensteine verantwortlich. So entwickelte der Bastler, Konstrukteur und Erfinder auch den Roloplan, einen Drachen, mit dem er Luftaufnahmen von der Fabrik der Familie Steiff und auch der Umgebung von Giengen machte. Unter anderem interessierte sich das deutsche Heer für den Roloplan als Zielobjekt und auch als Mittel zur Luftaufklärung, wofür er sich jedoch als zu träge erwies.
Außerdem plante er die 1903 in Giengen gebaute Fabrikhalle aus Beton und Stahl, auch als Jungfrauenaquarium bezeichnet, die allen Mitarbeitern lichtdurchflutete Arbeitsplätze bot, ein Novum zu dieser Zeit. Damit seine Tante Margarete auch die Produktion im oberen Stockwerk erreichen konnte, verfügte die Halle über eine Rampe, um mit dem Rollstuhl hinauffahren zu können.